# Église Saint-Vaast de Bailleul
 (mai 2025).
Si vous disposez d'ouvrages ou d'articles de référence ou si vous connaissez des sites web de qualité traitant du thème abordé ici, merci de compléter l'article en donnant les références utiles à sa vérifiabilité et en les liant à la section « Notes et références ».
L'église Saint-Vaast (Sint Vaast Kerk,en flamand et en néerlandais) est une église située dans le centre-ville de Bailleul, commune du département du Nord en région Hauts-de-France.

## Histoire
La hallekerk précédente, alors composée de trois nefs, fut détruite en 1918. C'est à Louis Marie Cordonnier et Louis-Stanislas Cordonnier (fils du premier) que fut confiée la conception de la nouvelle église dont l'érection commença en 1924 et finit en 1932.

## Description
De style romano-byzantin, le Christ pantocrator (ou Christ Roi) est sculpté dans le tympan de son portail central. Le tympan du portail latéral droit est, quant à lui, décoré par la Sainte Vierge entourée des corporations d’antan. A l'intérieur, dominé par l'art déco, vingt-trois vitraux relatent l'histoire de la ville. Au sein du presbytère se trouve une statue de la Vierge du XVIIe siècle.